# The Psychology of the Psychic
The Psychology of the Psychic is een boek van de psychologen David Marks en Richard Kammann, waarvan de eerste versie in 1980 uitkwam. Hierin analyseren ze beweringen over het paranormale en zowel eigen als ander onderzoek daarnaar. Er verscheen een geüpdatete versie in 2000, evenals de eerste versie bij Prometheus Books.

## Inhoud
De auteurs bekijken op een kritische manier naar wat er spreekt voor en tegen het bestaan van paranormale gaven. Dit gebeurt aan de hand van uitgevoerd onderzoek en het bekijken van elders gedaan onderzoek naar praktijkvoorbeelden van het beweerde bestaan of het bewijs daarvoor. Een aanzienlijk deel van de tweede versie gaat over beweringen van en persoonlijk contact van de auteurs met Uri Geller. Daarbij komen onder meer de onderzoeken aan bod die Russell Targ en Harold Puthoff in de jaren zeventig met medewerking van Geller deden op het Stanford Research Institute (SRI).
The Psychology of the Psychic analyseert hoe onderzoeken uitgevoerd zijn en naar de interpretatie van de uitkomsten. Daarbij komen onder meer kansrekening en de significantie van uitkomsten aan bod. Behalve voor de gaven die Geller zegt te hebben, komen onderwerpen als het Ganzfeldexperiment, de selffulfilling prophecy, het voelen van een blik en Koestler's fallacy aan bod.

## Tweede versie
Er verscheen een bijgewerkte tweede versie van The Psychology of the Psychic in 2000 van de hand van Marks (Kamman overleed in 1984). De nieuwe editie is bijgewerkt met gebeurtenissen en bevindingen van tussen 1980 en 2000. De hoofdstukken over The Amazing Kreskin (George Joseph Kresge) uit de eerste versie werden geschrapt, omdat die er in de tussentijd voor uitkwam geen paranormale gaven te hebben.